# Ołesznyk
Ołesznyk (ukr. Олешник) – wieś na Ukrainie, w obwodzie zakarpackim, w rejonie berehowskim, w hromadzie Wynohradiw. W 2001 liczyła 5870 mieszkańców.

## Urodzeni
- Jonatan (Kopołowicz) - biskup prawosławny.